# NGC 1720
NGC 1720 è una galassia a spirale barrata situata nella costellazione dell'Eridano, a una distanza di circa 201 milioni di anni luce dalla nostra Via Lattea.

## Scoperta
La galassia è stata scoperta il 30 dicembre 1861 dall'astronomo tedesco Heinrich d'Arrest.

## Descrizione
NGC 1720 ha una classe di luminosità I-II e presenta una larga riga a 21 cm dell'idrogeno neutro.